# Hubert Adolph
Hubert Adolph (* 13. Mai 1926 in Wien; † 2007) war ein österreichischer Kunsthistoriker.

## Leben
Adolph stammt aus einer Offiziersfamilie und ging auf das Schottengymnasium und das Akademische Gymnasium in Wien. Von 1943 bis 1945 war er als Luftwaffenhelfer für die Wehrmacht und nach seinem Reichsarbeitsdienst bei der bespannten Artillerie am Zweiten Weltkrieg beteiligt. Nach dem Ende des Krieges studierte er Kunstgeschichte, klassische Archäologie und Geschichte an den Universitäten Wien und Innsbruck. Während seines Studiums wurde er 1946 Mitglied der KÖStV Austria Wien, deren Archivar er seit 1947 war. 1952 wurde er zum Dr. phil. promoviert. Adolph wurde außerordentliches Mitglied des Instituts für Österreichische Geschichtsforschung, das er von 1954 bis 1957 absolvierte. Im Wintersemester 1957/58 studierte er Rechtswissenschaften. Von 1948 bis 1954 war er als Berufsstudent im Expertendienst der Kunstabteilung des Dorotheums tätig.
Er arbeitete im Kunsthistorischen Museum in der Wagenburg und im Monturdepot. 1960 ging er zur Österreichischen Galerie Belvedere, wo er 1983 provisorischer Leiter und 1985 Direktor wurde. 1991 ging er in den Ruhestand.
Von 1969 bis 1989 war Adolph für die Betreuung des Neuen Museums Alte Hofmühle in Hollabrunn zuständig.
Im Österreichischen Bundesheer war er zuletzt Oberst der Reserve und wurde als Kulturgüterschutzoffizier in der Führungsabteilung des Bundesministeriums für Landesverteidigung verwendet.
Er war Gründungsmitglied des Malteser Hospitaldienst Austria und Mitglied des Malteserordens. 1967 war er Gründungsmitglied der Österreichischen Gesellschaft zur Erforschung der Studentengeschichte.

## Ehrungen
- 1983: Berufstitel Hofrat
- 1985: Hofrat
- 1991: Großes Ehrenzeichen für Verdienste um die Republik Österreich

## Veröffentlichungen (Auswahl)
- Peter Fendi. Dissertation Universität Innsbruck 1951.
- mit Fritz Novotny: Max Kurzweil. Wien 1969.
- Geschichte der Familie Ursini Grafen von Blagay. Wien 2008.